# Rebeliunea din iunie 1832
Rebeliunea din iunie sau Insurecția republicană din iunie 1832 (în franceză Insurrection républicaine à Paris en juin 1832) a fost o insurecție antimonarhistă a republicanilor parizieni ce a avut loc în zilele de 5 și 6 iunie 1832.
Rebeliunea își are originea într-o încercare a republicanilor de a anula actul politic prin care a avut loc instituirea în anul 1830 a monarhiei lui Ludovic-Filip, la scurt timp după moartea puternicului susținător al regelui, președintele Consiliului de Miniștri Casimir Pierre Périer, pe 16 mai 1832. Înmormântarea generalului Jean Maximilien Lamarque i-a scos din case pe revoluționari, care au început să protesteze și să ridice baricade în fața forțelor de ordine. Rebeliunea din iunie 1832 a reprezentat ultima revoltă violentă care a avut legătură cu Revoluția Franceză din iulie 1830.
Scriitorul francez Victor Hugo a descris rebeliunea în romanul său Mizerabilii (1862), care a inspirat un spectacol de teatru muzical și mai multe filme artistice.

## Context
În perioada Revoluției din iulie 1830, nou-aleasa Cameră a Deputaților a instituit o monarhie constituțională și l-a înlocuit pe regele Carol al X-lea din dinastia de Bourbon cu prințul liberal Ludovic-Filip. Acest lucru i-a înfuriat pe republicani care au văzut un rege înlocuit cu un alt rege. În jurul anului 1832 existau „nemulțumiri ce mocneau puternic mai ales în rândul republicanilor, care simțeau că și-au vărsat sângele pe baricade în 1830 doar pentru ca revoluția lor să fie „furată” de către un grup de oportuniști care a reușit să obțină încoronarea lui Ludovic-Filip ca rege”. Pe de altă parte, bonapartiștii deplângeau pierderea imperiului lui Napoleon, iar legitimiștii susțineau dinastia Bourbonilor ce fusese detronată și încercau să-l aducă pe tron pe cel pe care-l considerau adevăratul rege, contele Henri de Chambord, succesorul desemnat al lui Carol al X-lea.

## Cauze și catalizatori

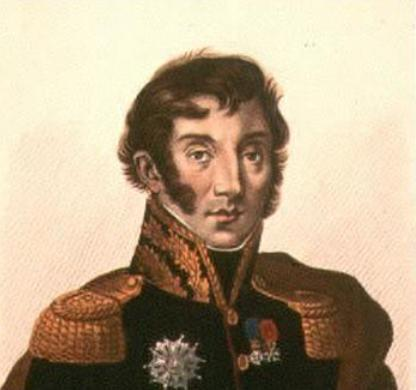
Generalul Jean Lamarque era admirat de republicani pentru că i-a înfrânt pe legitimiști în Vendée în 1815 și pentru că a sprijinit mișcările republicane de pe plan internațional

Franța se confrunta la momentul declanșării rebeliunii cu importante probleme economice, care se acutizaseră în perioada 1827-1832 — recolte sărace, penurie de alimente și creștere a costurilor de trai — producând nemulțumiri în rândul tuturor claselor sociale. În primăvara anului 1832 Parisul a trecut printr-o epidemie de holeră, care s-a încheiat cu moartea a 18.402 persoane în oraș și peste 100.000 de persoane în întreaga Franță. Cartierele sărace ale Parisului erau devastate de boală, existând suspiciunea că guvernul a contaminat fântânile.
Epidemia a făcut în curând două victime importante. Primul ministru Casimir Perier s-a îmbolnăvit și a murit pe 16 mai, iar eroul Războaielor Napoleoniene și reformatorul Jean Maximilien Lamarque a murit pe 1 iunie. Conservatorului Perier i-a fost organizată o înmormântate de stat grandioasă. Înmormântarea popularului general Lamarque — descris de Hugo ca „iubit de popor deoarece credea în izbânda nădejdilor lui și iubit de mulțime pentru că slujise bine pe împărat” — a reprezentat o oportunitate de a demonstra puterea opoziției.
Monarhia regelui Ludovic-Filip, care devenise guvernul clasei de mijloc, era atacată acum din două părți opuse.
Înainte acestor două decese, au existat două mari rebeliuni. În decembrie 1831 a avut loc în al doilea oraș ca mărime al Franței, Lyon, o revoltă a muncitorilor cunoscută ca revolta canuților, cauzată de greutățile economice. Au fost trimise acolo trupe de represiune după ce membrii Gărzii Naționale au trecut de partea rebelilor. În februarie 1832, la Paris, susținătorii Bourbonilor — numiți de adversarii lor cu apelativele de legitimiști sau carliști — au făcut o încercare de a-i răpi pe membrii familiei regale în ceea ce a devenit cunoscută sub numele de „conspirația din rue des Prouvaires”.
Aceasta a fost urmată de o insurecție în Vendée, țara de suflet a Bourbonilor, condusă de ducesa Caroline de Berry, mama contelui Henri de Chambord, pretendent legitimist la tron sub numele de „Henric al V-lea”. Ducesa a fost capturată la sfârșitul anului 1832 și întemnițată până în 1833. După aceasta, legitimiștii au renunțat la război și au început să folosească presa ca pe o armă politică.

## Insurecția
Republicanii erau conduși de societăți secrete formate din membrii cei mai hotărâți ai mișcării lor. Aceste grupuri plănuiau să provoace revolte similare cu cele care au condus la Revoluția din iulie 1830 împotriva miniștrilor regelui Carol al X-lea. „Societatea pentru drepturile omului” a fost una dintre cele mai active. Ea era organizată ca o armată, împărțită în secțiuni de câte douăzeci de membri fiecare (pentru a se sustrage legii care interzicea asocierea a mai mult de douăzeci de persoane), cu un președinte și un vicepreședinte pentru fiecare secțiune.
Conspiratorii republicani au hotărât să acționeze cu ocazia funeraliilor publice ale generalului Lamarque din 5 iunie 1832. Grupuri de demonstranți au preluat conducerea cortegiului și l-au redirecționat către Piața Bastiliei, unde începuse Revoluția din 1789.
Muncitorilor parizieni și tineretului local li s-au adăugat refugiați polonezi, italieni și germani, care fugiseră la Paris în urma reprimării activităților naționaliste și republicane din țările lor natale. Ei s-au adunat în jurul catafalcului pe care se afla corpul neînsuflețit al generalului. Discursurile ținute au evidențiat sprijinul oferit de generalul Lamarque pentru cauza libertății poloneze și italiene, al căror avocat puternic a fost cu câteva luni înainte de moartea sa. Atunci când un steag roșu purtând cuvintele La Liberté ou la Mort („Libertate sau Moarte”) a fost ridicat, a izbucnit o tulburare în rândul mulțimii și au avut loc schimburi de focuri cu trupele guvernamentale. Marchizul de Lafayette, care a ținut un discurs de laudă al lui Lamarque, a făcut apel la calm, dar tulburarea s-a răspândit.
Revolta ce a urmat a făcut ca cei aproximativ 3.000 de insurgenți să preia pentru o noapte controlul unei părți importante din cartierele centrale și estice ale Parisului, între Chatelet, Arsenal și Faubourg Saint-Antoine. Unii protestatari au cerut atacarea Palatului Tuileries, în acea seară. Cu toate acestea, revolta nu a reușit să se răspândească în continuare.
În noaptea de 5-6 iunie 1832 miliția Gărzii Naționale din Paris formată 20.000 de persoane a fost întărită cu aproximativ 40.000 de militari din trupele armate aflate sub comanda contelui de Lobau. Această forță a ocupat cartierele periferice ale capitalei.
Insurgenții și-au stabilit cartierul general în Faubourg Saint-Martin, centrul istoric al orașului. Au construit baricade pe străzile înguste aflate în zona rue Saint-Martin și Saint-Denis.
În dimineața zilei de 6 iunie, ultimii rebeli au fost încercuiți la intersecția străzilor Saint-Martin și Saint-Merry. În acest moment regele Ludovic-Filip a decis să se arate în stradă pentru a confirma că forțele sale stăpânesc capitala. Întorcându-se la Paris de la Saint-Cloud, el și-a întâlnit miniștrii și generalii la Palatul Tuileries și a declarat stare de asediu, apoi a mers în zona revoltelor, în aplauzele trupelor.
Lupta finală a avut loc la Cloître Saint-Merry, continuând până în seara zilei de 6 iunie. Pierderile totale cauzate de rebeliune au fost de aproximativ 800 de oameni. Armata și garda națională au avut 73 de morți și 344 de răniți, în timp ce insurgenții au avut 93 de morți și 291 de răniți. Forțele insurecției au fost zdrobite.

## Urmări
Guvernul i-a prezentat pe rebeli ca făcând parte dintr-o minoritate extremistă. Ludovic-Filip a dovedit mai multă energie și curaj personal decât a avut predecesorul său Bourbon Carol al X-lea în timpul Revoluției din iulie 1830. Când regele a apărut în public, susținătorii lui l-au întâmpinat cu urale. Generalul Sébastini, ministrul de externe, care a condus forțele guvernamentale, a declarat că cetățenii locali prinși în mijlocul evenimentelor l-au felicitat: „ne-au primit cu strigăte de Vive le Roi [„Trăiască regele!”] și Vive la liberté [„Trăiască libertatea”], arătându-și bucuria pentru succesul pe care tocmai îl obținusem”. Identificarea ulterioară a rebelilor a relevat că majoritatea lor (66%) proveneau din clasa muncitoare, o mare parte fiind muncitori în construcții. Majoritatea celorlalți (34%) erau negustori sau funcționari.
În timpul raidurilor a fost confiscat un număr mare de arme și au existat temeri că va fi instaurată legea marțială. Guvernul, care venise la putere în urma unei revoluții, s-a distanțat de propriul său trecut revoluționar, înlăturând pictura Libertatea conducând poporul a lui Delacroix, care fusese comandată pentru a rememora evenimentele din 1830. Potrivit lui Albert Boime, „după revolta de la înmormântarea lui Lamarque în iunie 1832 ea nu a mai fost niciodată expusă public de teamă că va da un exemplu rău”.
Un tânăr pictor, Michel Geoffroy, a fost acuzat că a declanșat rebeliunea prin fluturarea unui steag roșu. El a fost condamnat la moarte, dar o serie de contestații a determinat comutarea sentinței la pedeapsă cu închisoarea. Adevăratul purtător al steagului a fost descoperit o lună mai târziu și închis pentru o lună din cauza evidentei instabilități psihice. Șapte din cele 82 de procese au condus la alte condamnări la moarte, toate comutate în pedepse cu închisoare pe diferite termene.
Republicanii au folosit procesele pentru a obține sprijin pentru cauza lor. Mai mulți rebeli au ținut discursuri republicane la proces, inclusiv Charles Jeanne, unul dintre liderii clasei muncitoare, care și-a apărat cu mândrie propriile acțiuni. El a fost condamnat și închis și a devenit un martir republican, când a murit în închisoare în anul 1837. Un pamflet publicat în 1836 a comparat rezistența republicanilor cu rezistența eroică a celor 300 de spartani de la Bătălia de la Termopile.
O virtute republicană este perseverența; ea este devotamentul personificat... [ea] este [reprezentată de regele] Leonida murind la Termopile, în fruntea a 300 de spartani; ea este, de asemenea, [reprezentată de] cei 72 de eroi care au apărat timp de 48 de ore zona învecinată de la Cloître Saint-Merry de 60.000 de oameni și care... s-au aruncat ei înșiși în baionete pentru a obține o moarte glorioasă. 
Regimul lui Ludovic-Filip a fost răsturnat în cele din urmă de Revoluția franceză de la 1848, deși cea de-a Doua Republică Franceză a avut o viață scurtă. În Revoluția de la 1848, Friedrich Engels a publicat o retrospectivă în care a analizat erorile tactice care au dus la eșecul rebeliunii din 1832 și a inspirat lecții pentru revolta din 1848. Principala greșeală strategică, a argumentat el, a fost faptul că rebelii nu au plecat imediat în marș către centrul de putere, Hôtel de Ville.

## Victor Hugo șiMizerabilii

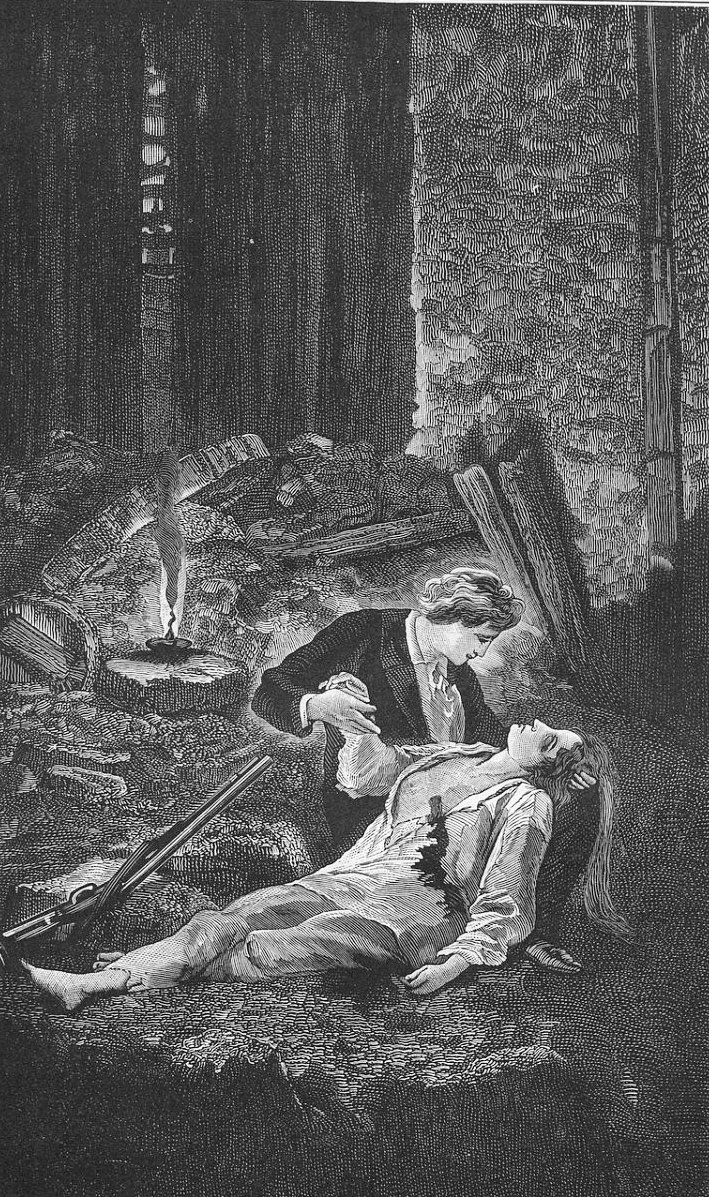
Moartea Époninei în timpul Rebeliunii din iunie 1832, ilustrație din volumul Mizerabilii de Victor Hugo.

Pe 5 iunie 1832 tânărul Victor Hugo scria o piesă de teatru în Grădinile Tuileries, când a auzit sunetul unor focuri de armă din direcția Les Halles. Paznicul parcului a trebuit să deschidă poarta grădinii ce fusese părăsită de oameni pentru a-l lăsa să iasă pe Hugo. În loc să se grăbească să ajungă acasă, el a luat-o în direcția focurilor de armă pe străzile goale, fără să știe că jumătate din Paris căzuse deja în mâinile insurgenților. Toate străzile din jurul Les Halles erau împânzite cu baricade. Hugo s-a îndreptat spre nord pe rue Montmartre, apoi a luat-o la dreapta prin Pasajul Saumon pentru a se întoarce în cele din urmă înainte de intra pe rue du Bout du Monde (strada Capătul Lumii). La jumătatea drumului a observat că gardurile de la fiecare capăt al străzii erau căzute la pământ. Hugo a fost înconjurat de baricade și s-a adăpostit între niște coloane de pe stradă, în care toate magazinele erau închise. Timp de un sfert de oră gloanțele au zburat deasupra sa în ambele sensuri.
În romanul său Mizerabilii, publicat treizeci de ani mai târziu, în 1862, Hugo descrie perioada anterioară rebeliunii și urmărește viețile și interacțiunile mai multor personaje pe o perioadă de douăzeci de ani. Acțiunea romanului începe în anul înfrângerii finale a lui Napoleon Bonaparte și atinge apogeul cu luptele din cadrul Rebeliunii din iunie 1832. Militant republican sincer, Hugo i-a favorizat, fără îndoială, pe revoluționari.
Scenele plănuirii rebeliunii de către studenții și săracii Parisului în ajunul înmormântării generalului Lamarque sunt înfățișate în roman prin activitățile asociației fictive „Prietenii A.B.C.-ului” (un joc de cuvinte bazat pe cuvântul francez abaissés, ce poate fi tradus „înjosiți”), condus de carismaticul personaj Enjolras și portretizat ca un sub-grup al Societății pentru Drepturile Omului. Este descrisă, de asemenea, ridicarea de baricade pe străzile înguste ale Parisului. Prietenii A.B.C.-ului au organizat ridicarea unei baricade pe rue de la Chanvrerie, o stradă care dădea în rue Saint-Denis, în apropierea unui magazin de vinuri pe care îl folosesc ca bază de operațiuni. În timpul bătăliei finale principalele personaje se află la un loc și multe dintre ele sunt ucise.
Mizerabilii a creat o largă notorietate unei rebeliuni relativ puțin cunoscute. Romanul este una dintre puținele opere literare care prezintă Rebeliunea din iunie și evenimentele care au condus la declanșarea acesteia.